# Ременюк, Андрей Сергеевич
Андре́й Серге́евич Ременю́к (укр. Андрій Сергійович Ременюк; род. 3 февраля 1999, Гнивань, Винницкая область) — украинский футболист, полузащитник польского клуба «Авиа» (Свидник).

## Клубная карьера
Воспитанник львовского ЛГУФК, в котором обучался до 2016 года. После этого перешел во львовские «Карпаты». Сначала выступал за юношескую команду «зелёно-белых», затем — за молодёжную. В декабре 2017 года стал одним из трёх молодых «карпатовцев», отправившихся на стажировку в испанские клубы «Валенсия», «Вильярреал» и «Леганес». Дебютировал в футболке «львов» 4 марта 2018 в проигранном (0:3) домашнем поединке 22-го тура Премьер-лиги против донецкого «Шахтёра». Андрей вышел на поле на 68-й минуте, заменив Сергея Мякушко. На послематчевой пресс-конференции главный тренер львовян Олег Бойчишин остался доволен действиями Ременюка на футбольном поле и выразил надежду, что игрок сможет закрепиться в основной команде.
31 августа 2018 стал игроком винниковского «Руха» на условиях аренды сроком на один год.
24 июля 2021 года, накануне дебюта «Металлиста 1925» в Премьер-лиге, заключил контракт с харьковским клубом.

## Карьера в сборной
Вызывался в юношеские сборные Украины U-16, U-18 и U-19.